# Obiect transneptunian

Schiţă reprezentând Centura Kuiper şi ipoteticul, mult mai îndepărtatul Nor al lui Oort.

Un obiect transneptunian (abreviat obiect TN, OTN sau uneori TNO, din engleză: Trans-Neptunian Object) este oricare planetă minoră din Sistemul Solar care se rotește în jurul Soarelui la o distanță mai mare decât sau egală cu planeta Neptun. Obiectele se găsesc în următoarele zone: Centura Kuiper, Discul împrăștiat (în engleză: scattered disk) și Norul lui Oort.
Cele mai mari zece obiecte transneptuniene, cu sateliții lor, sunt:
- Eris - planetă pitică
  - Dysnomia
- Pluton - planetă pitică
  - Charon
  - Nix
  - Hydra
  - Kerberos
  - Styx
- Makemake - planetă pitică
- Haumea - planetă pitică
  - Namaka
  - Hi'iaka
- Sedna
- Gonggong
- Orcus
  - Vanth
- Quaoar
  - Weywot
- 2013 FY27

## Vezi și
- 2012 VP113
- A noua planetă
- Planete transneptuniene